# Ronde van de Algarve 2015
De 41e editie van de wielerwedstrijd Ronde van de Algarve vond plaats in 2015 van 18 tot en met 22 februari. De start was in Lagos, de finish in Vilamoura. De ronde maakte deel uit van de UCI Europe Tour 2015, in de categorie 2.1. In 2014 won de Pool Michał Kwiatkowski. Deze editie werd gewonnen door de Welshman Geraint Thomas.

## Deelnemende ploegen
| WorldTour         | ProContinentaal        | Continentaal              |
| ----------------- | ---------------------- | ------------------------- |
| Astana            | Bora-Argon 18          | Efapel                    |
| Cannondale-Garmin | Caja Rural-Seguros RGA | LA Aluminios-Antarte      |
| Etixx-Quick Step  | Roompot                | Louletano-Ray Just Energy |
| Katjoesja         | RusVelo                | Rádio Popular-Boavista    |
| Lotto Soudal      | Wanty-Groupe Gobert    | Tavira                    |
| LottoNL-Jumbo     |                        | W52-Quinta da Lixa        |
| Movistar          |                        | ActiveJet                 |
| Team Sky          |                        | Murias Taldea             |
|                   |                        | Optum                     |

## Etappe-overzicht
| etappe | datum       | start         | finish            | type                | afstand  | winnaar         | klassementsleider |
| ------ | ----------- | ------------- | ----------------- | ------------------- | -------- | --------------- | ----------------- |
| 1e     | 18 februari | Lagos         | Albufeira         | Vlakke rit          | 166,7 km | Gianni Meersman | Gianni Meersman   |
| 2e     | 19 februari | Lagoa         | Monchique         | Heuvelrit           | 197,2 km | Geraint Thomas  | Geraint Thomas    |
| 3e     | 20 februari | Vila do Bispo | Kaap Sint-Vincent | Individuele tijdrit | 19 km    | Tony Martin     | Geraint Thomas    |
| 4e     | 21 februari | Tavira        | Alto do Malhão    | Heuvelrit           | 215,7 km | Richie Porte    | Geraint Thomas    |
| 5e     | 22 februari | Almodôvar     | Vilamoura         | Vlakke rit          | 184,3 km | André Greipel   | Geraint Thomas    |

## Etappe-uitslagen

### 1e etappe
| Lagos - Albufeira (166,7 km) |                      |                     |          |
| Plaats                       | Naam                 | Ploeg               | Tijd     |
| Winnaar                      | Gianni Meersman      | Etixx-Quick Step    | 4u13'53" |
| 2                            | Ben Swift            | Team Sky            | z.t.     |
| 3                            | Paul Martens         | LottoNL-Jumbo       | z.t.     |
| 4                            | Roy Jans             | Wanty-Groupe Gobert | z.t.     |
| 5                            | Zdeněk Štybar        | Etixx-Quick Step    | z.t.     |
| 6                            | Raymond Kreder       | Roompot             | z.t.     |
| 7                            | Jesús Herrada        | Movistar            | z.t.     |
| 8                            | Ramūnas Navardauskas | Cannondale-Garmin   | z.t.     |
| 9                            | Michał Kwiatkowski   | Etixx-Quick Step    | z.t.     |
| 10                           | Guillaume Boivin     | Optum               | z.t.     |

| Algemeen klassement |                      |                     |          |
| Plaats              | Naam                 | Ploeg               | Tijd     |
| Gele trui           | Gianni Meersman      | Etixx-Quick Step    | 4u13'43" |
| 2                   | Ben Swift            | Team Sky            | + 4"     |
| 3                   | Joni Brandão         | Efapel              | + 5"     |
| 4                   | Paul Martens         | LottoNL-Jumbo       | + 6"     |
| 5                   | Roy Jans             | Wanty-Groupe Gobert | + 10"    |
| 6                   | Zdeněk Štybar        | Etixx-Quick Step    | z.t.     |
| 7                   | Raymond Kreder       | Roompot             | z.t.     |
| 8                   | Jesús Herrada        | Movistar            | z.t.     |
| 9                   | Ramūnas Navardauskas | Cannondale-Garmin   | z.t.     |
| 10                  | Michał Kwiatkowski   | Etixx-Quick Step    | z.t.     |

### 2e etappe
| Lagoa - Monchique (197,2 km) |                      |                  |          |
| Plaats                       | Naam                 | Ploeg            | Tijd     |
| Winnaar                      | Geraint Thomas       | Team Sky         | 4u59'13" |
| 2                            | Rein Taaramäe        | Astana           | + 19"    |
| 3                            | Valerio Agnoli       | Astana           | + 23"    |
| 4                            | Luis León Sánchez    | Astana           | z.t.     |
| 5                            | Rubén Fernández      | Movistar         | z.t.     |
| 6                            | Michał Kwiatkowski   | Etixx-Quick Step | z.t.     |
| 7                            | Zdeněk Štybar        | Etixx-Quick Step | z.t.     |
| 8                            | Alberto Losada       | Katjoesja        | z.t.     |
| 9                            | Sergej Tsjernetski   | Katjoesja        | z.t.     |
| 10                           | Lars Petter Nordhaug | Team Sky         | z.t.     |
|                              |                      |                  |          |
| 16                           | Robert Gesink        | LottoNL-Jumbo    | z.t.     |
| 37                           | Tiesj Benoot         | Lotto Soudal     | + 1'43"  |

| Algemeen klassement |                    |                  |          |
| Plaats              | Naam               | Ploeg            | Tijd     |
| Gele trui           | Geraint Thomas     | Team Sky         | 9u12'56" |
| 2                   | Rein Taaramäe      | Astana           | + 30"    |
| 3                   | Zdeněk Štybar      | Etixx-Quick Step | + 33"    |
| 4                   | Michał Kwiatkowski | Etixx-Quick Step | z.t.     |
| 5                   | Luis León Sánchez  | Astana           | z.t.     |
| 6                   | Rubén Fernández    | Movistar         | z.t.     |
| 7                   | Richie Porte       | Team Sky         | z.t.     |
| 8                   | Sergej Tsjernetski | Katjoesja        | z.t.     |
| 9                   | Tony Martin        | Etixx-Quick Step | z.t.     |
| 10                  | Tiago Machado      | Katjoesja        | z.t.     |
|                     |                    |                  |          |
| 12                  | Robert Gesink      | LottoNL-Jumbo    | z.t.     |
| 35                  | Sep Vanmarcke      | LottoNL-Jumbo    | + 1'53"  |

### 3e etappe
| Vila do Bispo - Kaap Sint-Vincent (19 km (ITT)) |                      |                   |        |
| Plaats                                          | Naam                 | Ploeg             | Tijd   |
| Winnaar                                         | Tony Martin          | Etixx-Quick Step  | 21'51" |
| 2                                               | Adriano Malori       | Movistar          | z.t.   |
| 3                                               | Geraint Thomas       | Team Sky          | + 3"   |
| 4                                               | Michał Kwiatkowski   | Etixx-Quick Step  | + 9"   |
| 5                                               | Anton Vorobjov       | Katjoesja         | + 19"  |
| 6                                               | Jonathan Castroviejo | Movistar          | + 26"  |
| 7                                               | Rein Taaramäe        | Astana            | z.t.   |
| 8                                               | Luis León Sánchez    | Astana            | + 32"  |
| 9                                               | Sergej Tsjernetski   | Katjoesja         | + 34"  |
| 10                                              | Tiago Machado        | Katjoesja         | + 37"  |
|                                                 |                      |                   |        |
| 11                                              | Yves Lampaert        | Etixx-Quick Step  | + 40"  |
| 14                                              | Dylan van Baarle     | Cannondale-Garmin | + 51"  |

| Algemeen klassement |                     |                   |          |
| Plaats              | Naam                | Ploeg             | Tijd     |
| Gele trui           | Geraint Thomas      | Team Sky          | 9u34'50" |
| 2                   | Tony Martin         | Etixx-Quick Step  | + 30"    |
| 3                   | Michał Kwiatkowski  | Etixx-Quick Step  | + 39"    |
| 4                   | Rein Taaramäe       | Astana            | + 53"    |
| 5                   | Luis León Sánchez   | Astana            | + 1'02"  |
| 6                   | Sergej Tsjernetski  | Katjoesja         | + 1'04"  |
| 7                   | Tiago Machado       | Katjoesja         | + 1'07"  |
| 8                   | Zdeněk Štybar       | Etixx-Quick Step  | + 1'31"  |
| 9                   | Richie Porte        | Team Sky          | + 1'33"  |
| 10                  | Rubén Fernández     | Movistar          | + 1'38"  |
|                     |                     |                   |          |
| 28                  | Sep Vanmarcke       | LottoNL-Jumbo     | + 3'17"  |
| 37                  | Sebastian Langeveld | Cannondale-Garmin | + 3'37"  |

### 4e etappe
| Tavira - Alto do Malhão (215,7 km) |                    |                   |          |
| Plaats                             | Naam               | Ploeg             | Tijd     |
| Winnaar                            | Richie Porte       | Team Sky          | 5u55'34" |
| 2                                  | Michał Kwiatkowski | Etixx-Quick Step  | + 3"     |
| 3                                  | Jon Izagirre       | Movistar          | + 6"     |
| 4                                  | Geraint Thomas     | Team Sky          | + 9"     |
| 5                                  | Michael Woods      | Optum             | + 13"    |
| 6                                  | Tiago Machado      | Katjoesja         | z.t.     |
| 7                                  | Davide Formolo     | Cannondale-Garmin | + 16"    |
| 8                                  | Alberto Losada     | Katjoesja         | + 21"    |
| 9                                  | Luis León Sánchez  | Astana            | + 25"    |
| 10                                 | José Mendes        | Bora-Argon 18     | + 31"    |
|                                    |                    |                   |          |
| 16                                 | Tiesj Benoot       | Lotto Soudal      | + 52"    |
| 32                                 | Maurits Lammertink | Roompot           | + 3'50"  |

| Algemeen klassement |                     |                   |           |
| Plaats              | Naam                | Ploeg             | Tijd      |
| Gele trui           | Geraint Thomas      | Team Sky          | 15u30'33" |
| 2                   | Michał Kwiatkowski  | Etixx-Quick Step  | + 27"     |
| 3                   | Tiago Machado       | Katjoesja         | + 1'11"   |
| 4                   | Richie Porte        | Team Sky          | + 1'14"   |
| 5                   | Luis León Sánchez   | Astana            | + 1'18"   |
| 6                   | Rein Taaramäe       | Astana            | + 1'19"   |
| 7                   | Sergej Tsjernetski  | Katjoesja         | + 1'32"   |
| 8                   | Alberto Losada      | Katjoesja         | + 1'55"   |
| 9                   | Rubén Fernández     | Movistar          | + 2'04"   |
| 10                  | Jon Izagirre        | Movistar          | + 2'21"   |
|                     |                     |                   |           |
| 21                  | Tiesj Benoot        | Lotto Soudal      | + 4'36"   |
| 33                  | Sebastian Langeveld | Cannondale-Garmin | + 7'49"   |

### 5e etappe
| Almodôvar - Vilamoura (184,3 km) |                  |                     |          |
| Plaats                           | Naam             | Ploeg               | Tijd     |
| Winnaar                          | André Greipel    | Lotto Soudal        | 4u15'40" |
| 2                                | Tom Van Asbroeck | LottoNL-Jumbo       | z.t.     |
| 3                                | Rüdiger Selig    | Katjoesja           | z.t.     |
| 4                                | Gianni Meersman  | Etixx-Quick Step    | z.t.     |
| 5                                | Phil Bauhaus     | Bora-Argon 18       | z.t.     |
| 6                                | Roy Jans         | Wanty-Groupe Gobert | z.t.     |
| 7                                | Jürgen Roelandts | Lotto Soudal        | z.t.     |
| 8                                | Aleksandr Porsev | Katjoesja           | z.t.     |
| 9                                | Ben Swift        | Team Sky            | z.t.     |
| 10                               | Filipe Cardoso   | Efapel              | z.t.     |
|                                  |                  |                     |          |
| 38                               | Jesper Asselman  | Roompot             | z.t.     |

## Eindklassementen
| Plaats    | Naam                | Ploeg                | Tijd      |
| --------- | ------------------- | -------------------- | --------- |
| Gele trui | Geraint Thomas      | Team Sky             | 19u46'13" |
| 2         | Michał Kwiatkowski  | Etixx-Quick Step     | + 27"     |
| 3         | Tiago Machado       | Katjoesja            | + 1'11"   |
| 4         | Richie Porte        | Team Sky             | + 1'14"   |
| 5         | Luis León Sánchez   | Astana               | + 1'18"   |
| 6         | Rein Taaramäe       | Astana               | + 1'19"   |
| 7         | Sergej Tsjernetski  | Katjoesja            | + 1'32"   |
| 8         | Alberto Losada      | Katjoesja            | + 1'55"   |
| 9         | Rubén Fernández     | Movistar             | + 2'04"   |
| 10        | Jon Izagirre        | Movistar             | + 2'21"   |
| 11        | Zdeněk Štybar       | Etixx-Quick Step     | + 2'43"   |
| 12        | Michael Woods       | Optum                | + 3'03"   |
| 13        | Michele Scarponi    | Astana               | + 3'06"   |
| 14        | Davide Formolo      | Cannondale-Garmin    | + 3'37"   |
| 15        | Sérgio Sousa        | LA Aluminios-Antarte | + 3'50"   |
| 16        | José Mendes         | Bora-Argon 18        | + 3'58"   |
| 17        | Ricardo Mestre      | Tavira               | + 4'03"   |
| 18        | Marc Soler          | Movistar             | + 4'22"   |
| 19        | Valerio Agnoli      | Astana               | + 4'30"   |
| 20        | Phil Gaimon         | Optum                | + 4'35"   |
|           |                     |                      |           |
| 21        | Tiesj Benoot        | Lotto Soudal         | + 4'36"   |
| 33        | Sebastian Langeveld | Cannondale-Garmin    | + 7'49"   |

| Plaats      | Naam               | Ploeg            | Punten |
| ----------- | ------------------ | ---------------- | ------ |
| Groene trui | Geraint Thomas     | Team Sky         | 38     |
| 2           | Gianni Meersman    | Etixx-Quick Step | 38     |
| 3           | Michał Kwiatkowski | Etixx-Quick Step | 30     |
|             |                    |                  |        |
| 22          | Raymond Kreder     | Roompot          | 8      |

| Plaats      | Naam               | Ploeg    | Punten |
| ----------- | ------------------ | -------- | ------ |
| Blauwe trui | Richie Porte       | Team Sky | 12     |
| 2           | Davide Malacarne   | Astana   | 9      |
| 3           | Geraint Thomas     | Team Sky | 9      |
|             |                    |          |        |
| 10          | Maurits Lammertink | Roompot  | 5      |

| Plaats     | Naam             | Ploeg             | Tijd      |
| ---------- | ---------------- | ----------------- | --------- |
| Witte trui | Davide Formolo   | Cannondale-Garmin | 19u49'50" |
| 2          | Marc Soler       | Movistar          | + 45"     |
| 3          | Tiesj Benoot     | Lotto Soudal      | + 59"     |
|            |                  |                   |           |
| 9          | Dylan van Baarle | Cannondale-Garmin | + 6'33"   |

| Plaats | Ploeg            | Tijd      |
| ------ | ---------------- | --------- |
|        | Katjoesja        | 59u22'23" |
| 2      | Astana           | + 2'05"   |
| 3      | Movistar         | + 2'21"   |
|        |                  |           |
| 4      | Etixx-Quick Step | + 4'15"   |
| 12     | LottoNL-Jumbo    | + 21'25"  |

## Klassementenverloop
| Etappe       | Winnaar         | Algemeen klassement · | Puntenklassement · | Bergklassement · | Jongerenklassement · | Ploegenklassement · |
| ------------ | --------------- | --------------------- | ------------------ | ---------------- | -------------------- | ------------------- |
| 1            | Gianni Meersman | Gianni Meersman       | Gianni Meersman    | Mario González   | Davide Formolo       | Etixx-Quick Step    |
| 2            | Geraint Thomas  | Geraint Thomas        | Geraint Thomas     | Geraint Thomas   | Sebastián Henao      | Team Sky            |
| 3            | Tony Martin     | Geraint Thomas        | Geraint Thomas     | Geraint Thomas   | Sebastián Henao      | Etixx-Quick Step    |
| 4            | Richie Porte    | Geraint Thomas        | Geraint Thomas     | Richie Porte     | Davide Formolo       | Katjoesja           |
| 5            | André Greipel   | Geraint Thomas        | Geraint Thomas     | Richie Porte     | Davide Formolo       | Katjoesja           |
| 0Eindstanden | 0Eindstanden    | Geraint Thomas        | Geraint Thomas     | Richie Porte     | Davide Formolo       | Katjoesja           |

1960 · 1961 · 1962-1976 · 1977 · 1978 · 1979 · 1980 · 1981 · 1982 · 1983 · 1984 · 1985 · 1986 · 1987 · 1988 · 1989 · 1990 · 1991 · 1992 · 1993 · 1994 · 1995 · 1996 · 1997 · 1998 · 1999 · 2000 · 2001 · 2002 · 2003 · 2004 · 2005 · 2006 · 2007 · 2008 · 2009 · 2010 · 2011 · 2012 · 2013 · 2014 · 2015 · 2016 · 2017 · 2018 · 2019 · 2020 · 2021 · 2022 · 2023 · 2024 · 2025
Etappewedstrijden

 Ster van Bessèges · 
 Ronde van de Algarve · 
 Ruta del Sol · 
 Ronde van de Haut-Var · 
 Driedaagse van West-Vlaanderen · 
 Internationale Wielerweek · 
 Internationaal Wegcriterium · 
 Driedaagse van De Panne-Koksijde · 
 Ronde van de Sarthe · 
 Ronde van Castilië en León · 
 Ronde van Trentino · 
 Ronde van Kroatië · 
 Ronde van Turkije · 
 Ronde van Yorkshire · 
 Ronde van Asturië · 
 Vierdaagse van Duinkerke · 
 Ronde van Azerbeidzjan · 
 Ronde van Madrid · 
 Ronde van Beieren · 
 Ronde van Picardië · 
 Ronde van Noorwegen · 
 World Ports Classic · 
 Tour des Fjords · 
 Ronde van Estland · 
 Ronde van België · 
 Ronde van Luxemburg · 
 Boucles de la Mayenne · 
 Ster ZLM Toer · 
 Ronde van Slovenië · 
 Route du Sud · 
 Sibiu Cycling Tour · 
 Ronde van Oostenrijk · 
 Ronde van Wallonië · 
 Ronde van Portugal · 
 Ronde van Burgos · 
 Ronde van Denemarken · 
 Ronde van de Ain · 
 Ronde van Tsjechië · 
 Arctic Race of Norway · 
 Ronde van de Limousin · 
 Ronde van Poitou-Charentes · 
 Ronde van Groot-Brittannië · 
 Ronde van Gévaudan Languedoc-Roussillon · 
 Eurométropole Tour
Eendaagse wedstrijden

 Trofeo Santanyí-Ses Salines-Campos · 
 Trofeo Andratx-Mirador d'Es Colomer · 
 Trofeo Serra de Tramuntana · 
 Trofeo Playa de Palma-Palma · 
 GP La Marseillaise · 
 Grote Prijs van de Etruskische Kust · 
 Ronde van Murcia · 
 Clásica de Almería · 
 Trofeo Laigueglia · 
 Omloop Het Nieuwsblad · 
 Classic Sud Ardèche · 
 GP Lugano · 
 La Drôme Classic · 
 Kuurne-Brussel-Kuurne · 
 Le Samyn · 
 Strade Bianche · 
 Ronde van Drenthe · 
 Dwars door Drenthe · 
 Nokere Koerse · 
 GP Nobili Rubinetterie · 
 Handzame Classic · 
 Ronde van Zeeland Seaports · 
 Classic Loire-Atlantique · 
 Grote Prijs van Cholet-Pays de Loire · 
 Dwars door Vlaanderen · 
 Classica Corsica · 
 Route Adélie de Vitré · 
 Grote Prijs Miguel Indurain · 
 Volta Limburg Classic · 
 Ronde van La Rioja · 
 Parijs-Camembert · 
 Scheldeprijs · 
 Klasika Primavera · 
 Brabantse Pijl · 
 GP Denain · 
 Ronde van de Finistère · 
 Tro Bro Léon · 
 La Roue Tourangelle · 
 Ronde van de Apennijnen · 
 Grote Prijs van de Somme · 
 Grote Prijs van Plumelec · 
 ProRace Berlin · 
 Boucles de l'Aulne · 
 GP Kanton Aargau · 
 Ronde van Keulen · 
 Ronde van Limburg · 
 Velothon Wales · 
 Halle-Ingooigem · 
 Trofeo Matteotti · 
 GP Cerami · 
 GP Industria & Artigianato-Larciano · 
 Prueba Villafranca de Ordizia · 
 Ronde van Toscane · 
 Circuito de Getxo · 
 Polynormande · 
 RideLondon Classic · 
 GP Stad Zottegem · 
 Arnhem-Veenendaal Classic · 
 GP Jef Scherens · 
 Druivenkoers Overijse · 
 Schaal Sels · 
 Brussels Cycling Classic · 
 GP Fourmies · 
 Velothon Stockholm · 
 Ronde van de Doubs · 
 Coppa Bernocchi · 
 Coppa Agostoni · 
 GP van Wallonië · 
 Kampioenschap van Vlaanderen · 
 Memorial Marco Pantani · 
 Grote Prijs Impanis-Van Petegem · 
 GP van Isbergues · 
 GP Industria & Commercio di Prato · 
 Omloop van het Houtland · 
 Duo Normand · 
 Ronde van de Drie Valleien · 
 Milaan-Turijn · 
 Ronde van Piemonte · 
 Ronde van het Münsterland · 
 Ronde van de Vendée · 
 Memorial Frank Vandenbroucke · 
 Coppa Sabatini · 
 Parijs-Bourges · 
 Ronde van Emilia · 
 GP Beghelli · 
 Parijs-Tours · 
 Nationale Sluitingsprijs · 
 Chrono des Nations